# Färgstyrning
Färgstyrning eller färghantering (eng. colour management) avser den process att åstadkomma ett förutsägbart färgresultat mellan två eller flera färgenheter (t.ex. mellan en datorskärm och skrivare, eller kamera och datorskärm), ofta med syftet
- att färger/kulörer ska återges på samma sätt på alla färgenheter (vilket då förutsätter att den kulör som ska återges ryms inom enheternas färgomfång)

eller
- att färger/kulörer ska återges på ett så optimalt sätt som möjligt på alla färgenheter (vilket t.ex. är nödvändigt i de fall när den kulör som ska återges inte ryms inom enheternas färgomfång och kulören måste därmed anpassas för att kunna återges). Se vidare under "Konvertering".

Färgstyrning används bl.a. flitigt inom den grafiska industrin, där god förutsägbarhet av färgåtergivningen är av stor betydelse.
För att göra färgmatchning mellan färgenheter möjlig används i dag ICC-profiler, som bl.a. beskriver färgenheters färgkaraktäristik (d.v.s. en enskild färgenhets förmåga att återge eller läsa in färger).

## Tillvägagångssätt

### Styrning av färgers återgivning genom enskild färgmatchning, s.k.closed loop
Innan användningen av ICC-profiler slog igenom på 1990-talet bestod färghantering i att individuellt justera färgerna i till exempel en bild så att slutresultatet, exempelvis en utskrift eller visning på en skärm, överensstämde med den givna referensen (exempelvis ett originalfotografi eller ett förprovtryck).
Detta kunde innebära att för att en bild som återgavs i till exempel en rödaktig ton på en datorskärm skulle denna innehålla mer gult, för att väl i skrivaren få samma röda nyans som ursprungligen var avsett. 
Denna metod att individuellt anpassa enheters färgåtergivning efter varandra benämns closed loop och förutsatte god praktisk erfarenhet av utrustningens färgkaraktäristik, med inslag av trial and error för att nå rätt färgöverensstämmelse. Metoden förutsatte också att varje enhet skulle matchas mot alla övriga.
På till exempel tryckerier eller hos reproföretag kunde detta system i praktiken ge goda resultat eftersom antalet olika enheter (så som skannrar, datorskärmar, provtrycksskrivare etc.) var begränsat och i regel från en och samma leverantör. Detta sätt att arbeta stördes dock då nya eller fler enheter med andra färgåtergivningsegenskaper introducerades, varpå processen att kartlägga enheternas färgkaraktäristik genom trial and error måste upprepas.

### Modern färgstyrning
Genom introduktionen av leverantörs- och plattformsoberoende ICC-profiler under 1990-talet, och deras användning av enhetsoberoende referensfärgrymder (eng. profile connection space, PCS) blev det möjligt att systematiskt beskriva de färger en viss enhet (utrustning) kunde återge och därigenom även anpassa färgerna så att dessa återgavs med samma eller ungefär samma resultat oberoende av vilken enheten var. Se även ICC-profil.
I modern färgstyrning brukar följande steg anges för att göra processen möjlig
- Kalibrering
- Karaktärisering
- Profilering
- Konvertering

Steget profilering kan inkluderas i karaktäriseringssteget.

### Kalibrering
Att kalibrera en färgenhet är processen att anpassa och justera inställningar hos enheten till en viss norm, så att enhetens sätt att producera färger (enhetens färgåtergivningsförmåga) är stabil och att färgresultatet därmed kan förutses. För datorskärmar kan en kalibrering innefatta att man justerar till en viss ljusstyrkenivå och vitpunkt, och för en tryckpress att en viss punktförstoring, visst papper och kulör hos processfärgerna används.
Dessa normer kan till exempel finnas definierade i en ISO-standard (såsom ISO 12647-2 för offsettryckning) eller motsvarar de förutsättningar och inställningar som gällde vid en tidigare karaktärisering (då man t.ex. eftersträvat att få ett så maximalt färgomfång som möjligt, eller då man valt godtyckliga inställningar).
Dessa inställningar påverkar således enhetens färgåtergivningsförmåga och dessa måste sedan hållas på samma nivå för att själva karaktäriseringsdatan (se nedan) och därmed ICC-profilen ska gälla även senare. En kalibrering innebär i korthet att återupprätta dessa förutsättningar, d.v.s. att se till att alla de inställningar som på ett eller annat sätt påverkar vilken kulör en viss enhet producerar hålls oförändrade.
Om en enhet inte går att kalibrera till samma nivå som tidigare, till exempel en datorskärm vars ljuskällors kvalitet försämras över tid, måste istället nya karaktäriseringar och ICC-profiler göras med jämna mellanrum, för att därigenom beskriva enhetens förändrade färgåtergivningsförmåga.

#### Att anpassa färgåtergivningen till given karaktäriseringsdata
Genom att anpassa inställningarna hos en vis typ av färgenheter så att deras färgresultat (och därmed karaktäriseringsdata) är likvärdigt, förutsätts att dessa enheter också kan nyttja en och samma ICC-profil (med likvärdigt färgresultat som följd). Det är detta som möjliggör för användandet och giltigheten för generella standardprofiler.
T.ex. om ett tryckeri vill använda standardprofilen "ISO Coated v2 300% (ECI)" måste tryckeriets tryckpress har samma punktförstoring i processfärgerna, samma CIELAB-värdena för de solida primär- och sekundärfärgerna, att tryckplåten använder samma rastertyp, att man använder samma papper etc. som vid det tillfälle då karaktäriseringsdatan till den aktuella ICC-profilen togs fram. Om dessa inställningar inte stämmer, gäller inte heller den generella ICC-profilen – kalibreringen kan sägas vara fel. Se vidare "Karaktärisering" nedan.
Hur detta kan åstadkommas beskrivs närmare i den tekniska specifikation ISO/TS 10128:2009 "Graphic technology – Methods of adjustment of the colour reproduction of a printing system to match a set of characterization data" från ISO.

### Karaktärisering
| C | M   | Y   | K   | L*    | a*     | b*     |
| --- | --- | --- | --- | ----- | ------ | ------ |
| 0 | 0   | 0   | 0   | 95,00 | 0,00   | −2,00  |
| 100 | 0   | 0   | 0   | 55,00 | −37,00 | −50,00 |
| 0 | 100 | 0   | 0   | 48,00 | 74,00  | −3,00  |
| 0 | 0   | 100 | 0   | 89,00 | −5,00  | 93,00  |
| 0 | 0   | 0   | 100 | 16,00 | 0,00   | 0,00   |
| 100 | 100 | 0   | 0   | 24,00 | 22,00  | 46,00  |
| 0 | 100 | 100 | 0   | 47,00 | 68,00  | 48,00  |
| 100 | 0   | 100 | 0   | 50,00 | −65,00 | 27,00  |
| 100 | 100 | 100 | 0   | 23,00 | 0,00   | 0,00   |
| 30 | 70  | 85  | 0   | 49,79 | 31,97  | 34,58  |
| Not: Ovanstående kulörer har producerats enligt följande betingelser: tryckning i offset enligt standarden ISO 12647-2:2004/Amd 1 med papperstyperna 1 eller 2 (bestruket papper, 115 g/m2) och med en tonvärdesökning som motsvarar kurvan A för processfärgerna C, M och Y resp. kurva B för processfärgen K i den givna standarden. CIELAB-koordinaterna har bestämts genom att använda ljustypen D50, 2-gradersobservatör, mätgeometrin 45°/0°, inget polarisationsfilter, vitt mätunderlag, i enlighet med standarden ISO 13655. |     |     |     |       |        |        |

Att kartlägga en färgenhets enhetsberoende färgvärden (i regel CMYK- eller RGB-värden) genom att beskriva dess kulör i ett enhetsoberoende färgsystem (till exempel CIELAB) benämns karaktärisering eller karakterisering.
I fallet med tryckpressar eller skrivare produceras en samling färgade rutor eller mätfält (ofta benämnd färgkarta, testform eller IT8-karta (eng. target)) med kända digitala tonvärden som sedan mäts upp med till exempel en spektrofotometer. Exempel på olika färgkartor för 4-färgstryck är IT8.7-3 (identisk med datan i den internationella standarden ISO 12642-1:1996), IT8.7-4, ECI2002 och den färgkarta som är definierad i ISO 12642-2:2007.
I fallet med datorskärmar innebär detta steg att skärmen återger en rad kända RGB-värden som sedan mäts in med till exempel en kolorimeter. Oftast brukar profileringen ske i direkt anslutning till detta steg.
Den datatabell med CMYK- eller RGB-värden och motsvarande CIELAB-värden som fås efter en karaktärisering benämns karaktäriseringsdata. Denna data ligger sedan till grund för ICC-profilen. Exempel på karaktäriseringsdata för offsettryck enligt standardiserade betingelser är FOGRA39L som sedan bl.a. utgjort grunden för de allmänna profilerna "ISO Coated v2 (ECI)" och "ISO Coated v2 300% (ECI)" från ECI (European Color Initiative). Se utdrag i tabellen här intill.

### Profilering
Profilering benämns det steg att skapa en ICC-profil utifrån karaktäriseringsdata och de färgåtergivningsinställningar som användaren väljer (till exempel 300 % maximal färgmängd för CMYK-enheter eller hur konverteringen av kulörerna ska ske). Ibland sker profileringen direkt i anslutning till karaktäriseringen, som till exempel vid skapande av profiler för datorskärmar.
Ett flertal olika programvaror finns att tillgå för skapande av ICC-profiler, både kommersiella och open source.
Profiler som baseras på karaktäriseringsdata från standardiserade betingelser (till exempel från en tryckning som följer den internationella standarden ISO 12647-2:2004) eller som är generella i bemärkelsen att de är framtagna av en leverantör för att gälla för en grupp enhetsmodeller (till exempel en viss typ av skanner eller skrivare från en leverantör) benämns standardprofiler. Dessa profiler är således inte unika för respektive färgenhet och förutsätter att enheten är kalibrerad enligt de parametrar som gällde vid själva karaktäriseringen.
Det finns även generella RGB-profiler (till exempel "Adobe RGB (1998)" och "ProPhoto RGB") som inte beskriver någon unik RGB-enhet utan fungerar som arbetsfärgrymder. Med arbetsfärgrymd (eng. (colour) working space) avses den RGB- eller CMYK-profil som är bestämd att vara "default-profil" i ett visst färgstyrt arbetsflöde. I Adobes programvaror antas arbetsfärgrymden vara den ICC-profil som ska gälla i de fall ett öppet dokument eller bild i sig saknar inbäddad ICC-profil, eller vara den ICC-profil som används när nya dokument skapas.
Den ICC-profil ett dokument eller en bild använder sig av benämns dokumentprofil (eng. document (colour) space eller document profile). Oftast eftersträvas att dokumentprofilen är identisk med arbetsfärgrymden.
Profiler som är baserade på unik karaktäriseringsdata som är hänförbara till en enskild färgenhet benämns anpassade profiler, exempel på sådana profiler kan vara till enheter där korrekt färgåtergivning är av extra stor betydelse, så som för datorskärmar som används för bildbehandling eller skrivare som används för förprovtryck.

### Konvertering
När kulörerna hos en färgenhet ska återges hos en annan måste en konvertering ske i vilken kulörerna ska matchas. Som grund till detta används den karaktäriseringsdata som respektive ICC-profil innehåller, i vilken varje enhets färger (RGB- eller CMYK-värden) beskrivs i ett enhetsoberoende färgsystem (till exempel CIELAB), tillsammans med en programvara (eng. colour management module (CMM)) som sköter själva omräkningen av färgvärdena.
Färgvärdena i källprofilen ska således konverteras till målprofilens färgvärden på ett sådant sätt så att färgens utseende behålls i så stor utsträckning som möjligt eller anpassas på ett, för bildens motiv, lämpligt sätt. Till exempel om färgen CMYK = 10, 100, 40, 30 i CMYK-profilen "ISO Coated v2 (ECI)" ska konverteras (med absolut kolorimetrisk metod) till RGB-profilen "Adobe RGB (1998)" motsvaras denna kulör här av RGB = 135, 36, 73. Dessa färgvärden motsvaras nämligen av samma CIELAB-värden (L* = 36, a* = 53, b* = 9).
Denna omräkning sker på motsvarande sätt för varje enskild pixel i grafiken.

#### Gamut mapping
I de fall källprofilens färgomfång är större än målprofilens kan ingen perfekt färgmatchning ske, varpå dessa kulörer måste ges ett annat färgutseende (till exempel mindre mättnad) och färginformation går därmed förlorad. Processen att "översätta" en färgkoordinat i ett färgomfång till en annan benämns gamut mapping, vilket sker i samband med konverteringen.
Det finns grovt sett två strategier att handskas med denna "översättning", antingen genom att endast förändra utseendet hos de kulörer som ligger utanför mål-färgomfånget, vilket benämns klippning (eng. gamut clipping), eller genom att komprimera hela färgomfånget så att det ryms inom det nya (eng. gamut compression). I det senare fallet påverkas samtliga färger, men det kan trots detta ge ett gott visuellt resultat.

#### ICCs fyra återgivningsmetoder
I ICC-specifikationen återfinns fyra olika sätt att utföra färgkonverteringar på (olika återgivningsmetoder eller renderingsmetoder (eng. rendering intents)), beroende på vilken färginformation som ska prioriteras i bilden eller grafiken (jämför med de olika typerna av gamut mapping ovan):
- Absolut kolorimetrisk (eng. absolute colorimetric), där alla kulörerna i CIELAB matchas exakt till målprofilens färgomfång. De färger som ligger utanför målprofilens färgomfång konverteras till närmsta CIELAB-värde som omfattas av färgomfånget[18]. Denna återgivningsmetod används bl.a. vid simulering av tryckresultat i förprovtrycksskrivare där också pappersnyansen ska återges.
- Relativ kolorimetrisk (eng. relative colorimetric), där alla kulörer som ligger innanför målprofilens färgomfång behåller sina kulörer (precis som i absolut kolorimetrisk), medan de kulörer som ligger utanför färgomfånget anpassas så att de ryms inom det nya omfånget men med bibehållet relativ färgskillnad[18]. I relativ kolorimetrisk konvertering anpassas också källprofilens vitpunkt så att den matchas mot målprofilens vitpunkt. För förprovtryck som använt denna återgivningsmetod har således ingen exakt återgivning av pappersnyansen skett. Adobe Photoshop erbjuder även möjligheten att utföra en svartpunktskompensation, under vilken källprofilens svartpunkt matchas mot målprofilens svartpunkt, för att på så sätt även kunna återge den djupaste svärta som är möjlig, på motsvarande sätt som sker vid vitpunktsanpassningen.
- Perceptuell (eng. perceptual), hela källprofilens färgomfång anpassas för att rymmas inom det nya färgomfånget, så att det relativa avståndet mellan färgerna bibehålls[18]. Denna metod kan vara lämplig för fotografier.
- Mättnad (eng. saturation), de kulörer som ligger utanför målprofilens färgomfång anpassas så att de efter konvertering har en så hög mättnad som möjligt – här är således kulörernas relativa förhållande inte prioriterat. De kulörer som ryms inom färgomfånget bibehåller dock sina värden[18].

Gamut mapping är en del av denna färgåtergivningsprocess.

## Olika färgenheter (in-, visnings- och utenheter) och deras ICC-profiler
I ICC-specifikationen används beteckningen input devices (sv. inenheter eller inläsningsenheter eller inmatningsenheter) för sådana enheter (utrustningar) som läser in färger, till exempel skannrar eller kameror, beteckningen display devices (ung. visningsenheter) för till exempel datorskärmar och projektorer, samt beteckningen output devices (sv. utenheter eller utmatningsenheter) för sådana enheter som producerar färger på ett medium, till exempel skrivare eller tryckpressar.
Som samlingsbegrepp för inenheter, visningsenheter och utenheter används termen färgenheter (eng. colour devices).
En ICC-profil som beskriver en inenhet, visningsenhet eller utenhet, benämns inmatningsprofil, bildskärmsprofil respektive utmatningsprofil. Termen bildskärmsprofil kan vara missvisande eftersom även projektorer kan innefattas av denna grupp av profiler.

## Käll- och målprofiler
Den ICC-profil som färgdata konverteras från benämns källprofil (eng. source profile) och den ICC-profil som färgerna konverteras till benämns målprofil (eng. destination profile). Till exempel om en bild med profilen "Adobe RGB (1998)" konverteras till "ISO Coated v2 (ECI)", betraktas "Adobe RGB (1998)" som källprofil och "ISO Coated v2 (ECI)" betraktas som målprofil.